# Antonio de la Cuesta y Sáinz
Antonio de la Cuesta y Sáinz (Burgos, -Madrid, ) fue un periodista y poeta español, afincado en Bilbao. En su obra cultivó diversos géneros literarios como artículos periodísticos, poesía, novela corta. Fue, asimismo, Director del diario bilbaíno tradicionalista 'La Cantabria' y Fundador Director de la revista religiosa 'El Pan de los Pobres'. Fue distinguido por el Papa con la Cruz "pro Ecclesia et Pontifice". 

## Biografía

### Familia
Fueron sus padres Pedro de la Cuesta y Rodríguez, Oficial del Ejército Carlista y María Sáinz y Fernández, ambos naturales de Salamanca. Sufrieron destierro y se establecieron en  Burgos. Tuvieron al menos 3 hijos varones:
- Pedro de la Cuesta y Sáinz. Juez en Holguín (Cuba),[1]  en Madrid,[2]    en Fernando Poo (Guinea).[3]  Teniente del Batallón de Ingenieros Voluntarios de La Habana. Medalla de la campaña de Cuba con distintivo blanco. Nació en Arenillas del Río (Burgos) en 1858.

- Antonio de la Cuesta y Sáinz.

- Julio de la Cuesta y Sáinz. Segundo Teniente de Ingenieros del Batallón de Bomberos de La Habana. Nació en Los Balbases (Burgos) y falleció en Santa Isabel de Fernando Poo en 1908.

Antonio de la Cuesta nació en 1864 en Los Balbases (Burgos). Casó en Bilbao con Santa de Urquiza y Amézaga natural de Alava (Luyando, 1871), hija de Lázaro de Urquiza y Arana, y Petra de Amézaga y Ubieta. Falleció en Madrid en 1924 cuando se encontraba de viaje, por prescripción médica debido a la enfermedad cardiorrespiratoria que padecía, en busca de climas más benignos que los de Bilbao (Dolaretxe, Begoña) donde residía. Fue enterrado en el panteón familiar del Cementerio de Begoña. Tuvo dos hijos:
- Antonio de la Cuesta y Urquiza. Comendador de la Orden de San Gregorio Magno y Gran Cruz de la Orden de San Silvestre.Abogado, natural de Bilbao. Casó con María de la Mercedes de Nárdiz e Igartua, hija de Fidel de Nárdiz y Alegría, y Florencia Igartua y Menchaca. Prima hermana del que fuera barón de Velli, Juan de Nárdiz y Oruña, Caballero profeso de la Orden de Montesa y Presidente del Casino de Madrid. Con sucesión.

- María de la Concepción de la Cuesta y Urquiza. Natural de Bilbao, casó con Santiago Delicado y del Valle, natural de la Arenas (Guecho). Medalla de la Campaña 1936-1939. Industrial. Hijo de Nicasio José Delicado y Braña de la Escosura, químico, y María del Carmen del Valle y Larrínaga. Fue su tío abuelo el escritor, militar y Académico de la Real Academia de la Historia, Jerónimo de la Escosura. Con sucesión.

### Literato  Católico
Siguiendo los pasos de su padre, Antonio, abrazó la causa de la Tradición, militó en el Partido Carlista, pero acabó sumándose al nuevo partido, Partido Integrista o Partido Católico Nacional, escisión del anterior, fundado por Ramón Nocedal en 1888. 
Siguiendo la exhortación Papal, dedicó todos su esfuerzos literarios a hacer presente el pensamiento católico como autor de cuentos, novela corta y poesías. Además dirigió 'La Cantabria', diario fuerista, que se editó entre los años 1892 y 1897 en Bilbao.
Su otro gran hito editorial lo obtuvo con la fundación y dirección de  El Pan de los pobres. Fundado el 13 de abril de 1886, nació con el doble objetivo de difundir la devoción a San Antonio de Padua y contribuir a la formación e información católica en España.

## Obra

### Prensa
Colaboró, entre otras, en las siguientes cabeceras:
- El Siglo Futuro
- Los Apuntes: revista semanal independiente
- El Eco de Ciudadela
- La Victoria: semanario de Béjar
- La Defensa: diario de avisos y noticias
- La Vega del Segura: defensor de los intereses morales y materiales de la región.
- La Lid Católica.
- El Grano de Arena: revista católica consagrada al Corazón de Jesús.

### Novela
- Concha y Loreto. Colecc. Biblioteca Familiar. Lecturas morales y recreativas. Imp. de la Casa de Misericordia (Bilbao, 1899)
- El Alacrán. Colecc. Biblioteca Familiar. Lecturas morales y recreativas. Imp. de la Casa de Misericordia (Bilbao, 1899)

### Poesía
- Rosas y Espinas. Colección de Poesías.(Valladolid, 1899)
- A la Virtud: Oda Imp. de la Casa de Misericordia (Bilbao, 1899)
- Algo de Arriba: Poesías...'  Imp. de la Casa de Misericordia (Bilbao, 1904)

### Religiosa
- La Adoración Nocturna. Imp. Florentino de Elosu (Durango, 1905)
- La mujer rehabilitada por María : Sintético estudio histórico-crítico.... Imp. Florentino de Elosu (Durango, 1906)

### Teatro
- Hasta la honra se compra. Drama en verso (en tres actos). (Valladolid, 1860)

## Distinciones honoríficas
- Santa Cruz de la Orden Pontificia Pro Ecclesia et Pontifice [Por la Iglesia y por el Papa] (Ciudad del Vaticano).

## Categorías
- Datos: Q21042711